# Родез (округ)
Округ Родез (фр. Arrondissement de Rodez) — округ у Франції, в департаменті Аверон. 2023 року округ об'єднував 79 муніципалітетів, населення становило 112 689 осіб.
Адміністративний центр (супрефектура) — Родез.

## Муніципалітети
Список муніципалітетів округу та їхні коди INSEE:
1. Антрег-сюр-Трюїер (12094)
2. Аржанс-ан-Обрак (12223)
3. Бертолен (12026)
4. Бессюежуль (12027)
5. Бозуль (12033)
6. Броммат (12036)
7. Валаді (12288)
8. Вільконталь (12298)
9. Вімне (12303)
10. Габріак (12106)
11. Гаяк-д'Аверон (12107)
12. Голінак (12110)
13. Дрюель-Бальсак (12090)
14. Еспальйон (12096)
15. Еспейрак (12097)
16. Естен (12098)
17. Кампаньяк (12047)
18. Кампур'є (12048)
19. Кампюак (12049)
20. Кантуен (12051)
21. Кассюежуль (12058)
22. Кастельно-де-Мандай (12061)
23. Клерво-д'Аверон (12066)
24. Кондом-д'Обрак (12074)
25. Конк-ан-Руерг (12076)
26. Кубізу (12079)
27. Кюр'єр (12088)
28. Ла-Капель-Бонанс (12055)
29. Ла-Луб'єр (12131)
30. Лагіоль (12119)
31. Лакруа-Баррез (12118)
32. Лассутс (12124)
33. Ле-Кероль (12064)
34. Ле-Монастер (12146)
35. Ле-Нерак (12172)
36. Ле-Фель (12093)
37. Лессак-Северак-л'Егліз (12120)
38. Люк-ла-Примоб (12133)
39. Марсіяк-Валлон (12138)
40. Монпейру (12156)
41. Монрозьє (12157)
42. Монтезік (12151)
43. Муре (12161)
44. Мюр-де-Баррез (12164)
45. Мюре-ле-Шато (12165)
46. Мюроль (12166)
47. Нов'яль (12171)
48. Олем (12174)
49. Оне-ле-Шато (12176)
50. Пальма-д'Аверон (12177)
51. П'єррфіш (12182)
52. Помероль (12184)
53. Прад-д'Обрак (12187)
54. Прюїн (12193)
55. Родез (12202)
56. Родель (12201)
57. Саль-ла-Сурс (12254)
58. Себазак-Конкуре (12264)
59. Себразак (12265)
60. Северак-д'Аверон (12270)
61. Сен-Женьєз-д'О-е-д'Обрак (12224)
62. Сен-Іпполіт (12226)
63. Сен-Ком-д'О (12216)
64. Сен-Кристоф-Валлон (12215)
65. Сен-Лоран-д'О (12237)
66. Сен-Мартен-де-Ленн (12239)
67. Сен-Сатюрнен-де-Ленн (12247)
68. Сен-Семфор'ян-де-Теньєр (12250)
69. Сен-Фелікс-де-Люнель (12221)
70. Сен-Шелі-д'Обрак (12214)
71. Сенерг (12268)
72. Сент-Аман-де-Котс (12209)
73. Сент-Елалі-д'Ольт (12219)
74. Сент-Радегонд (12241)
75. Сулаж-Боннваль (12273)
76. Терондель (12280)
77. Тоссак (12277)
78. Флорантен-ла-Капель (12103)
79. Юпарлак (12116)